# Er (Cerdanya)
Er (en francès Err) és una comuna de la Catalunya del Nord, a la comarca de l'Alta Cerdanya. Administrativament, pertany a l'Estat francès.

## Etimologia
Joan Coromines explica el topònim Er com un dels mots exemples de toponímia d'origen iberobasc de la zona pirinenca, especialment a la Cerdanya. Es tracta de l'adjunció de dos ètims bascs o bascoides: eki (sol) i erri (poble). En efecte, el poble d'Er es troba a la part soleia de la seva vall.

## Geografia

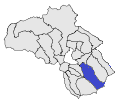
Er a l'Alta Cerdanya

### Localització i característiques generals del terme
El terme comunal d'Er, de 259.200 hectàrees d'extensió, és situat a prop de l'extrem oriental de la comarca de l'Alta Cerdanya. És totalment envoltat d'altres termes cerdans, llevat de la zona meridional, on limita amb el terme municipal de Queralbs, pertanyent al Ripollès.
Aquest terme està format per una sola vall, la vall de la Ribera d'Er, de manera que els límits comunals estan formats, llevat de la zona nord, per les carenes que fan de trencant d'aigües entre aquest riu i el Ter al sud, a l'est entre la Ribera d'Er i el Segre, i a l'oest entre el Ribera d'Er i la vall de la Llavanera. El límit meridional, termenal amb Queralbs, del Ripollès, esbiaixat de nord-est a sud-oest, està format per la carena axial del Pirineu, des del Pic Petit de Segre, de 2.808,8 m alt, al nord-est fins a la Tossa del Pas dels Lladres, de 2.661,3, al sud-oest. Entre aquests dos cims es troba el Puigmal d'Er, de 2.901,8 m alt.
El límit oriental de la comuna, esbiaixat de sud-est a nord-oest i termenal amb Llo, és la carena que davalla cap a la plana de la Cerdanya des del Pic, o Puigmal, Petit de Segre: Puigmal de Llo, de 2.762,4 m alt, Puig de Coma Dolça, de 2.579,6, la Tossa d'Er, de 2.333,4, el Coll de Segalera, a 2.182,7, i el Pic de Segalera, de 2.183,4, fins al triterme d'Er amb Eina i Sallagosa. A partir d'aquest punt, el termenal continua baixant per una carena, de menys alçada que l'anterior, que separa la vall de la Ribera d'Er de la del Rec de la Jaça, denominat Rec de la Devesa més al nord i, encara, Rec de Vedrinyans més avall, ja a l'alçada de Sallagosa. Just abans d'arribar a la plana cerdana, el darrer contrafort s'anomena Serra de Sant Joan.
L'occidental, aproximadament paral·lel a l'anterior i termenal amb Vallcebollera, davalla des de la Tossa del Pas dels Lladres cap al Pas dels Lladres, a 2.505,8 m alt, el Pic de Duraneu, o de Credells, de 2.537,3, la Serra de l'Artiga, de 2.218,3, fins al triterme d'Er amb Vallcebollera i Oceja. Des d'aquest punt continua cap al nord pel límit de la vall de la Ribera d'Er, però ja per carenes inferiors, que separen Er d'Oceja primer, i de Santa Llocaia després, fins que el termenal arriba a la plana cerdana. Els límits septentrionals de la comuna no segueixen cap relleu específic, fins al punt que tot el termenal nord-oest de la comuna és la carretera N - 116.
La vall de la Ribera d'Er conté, en el terç meridional de la comuna, l'Estació d'esquí d'Er - Puigmal, una estació d'esquí sobretot dedicada a l'esquí de muntanya.
El terme comunal d'Er està inclòs en el Parc Natural Regional del Pirineu Català.
Termes municipals limítrofs:
| Santa Llocaia | Sallagosa |                     |
| Oceja         |           | Llo                 |
| Vallcebollera |           | Queralbs (Ripollès) |

.

### El poble d'Er

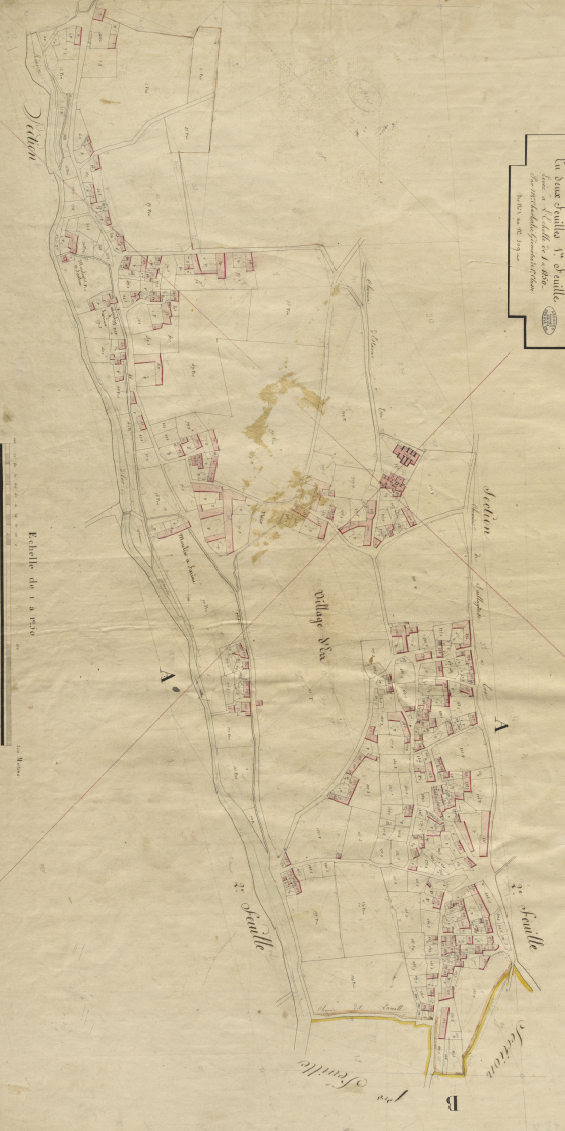
Er en el Cadastre Napoleònic del 1812 (Arxius Departamentals dels Pirineus Orientals)

El poble d'Er està situat a la plana de la Cerdanya, a l'extrem nord del seu terme comunal, quasi íntegrament a la dreta del Segre. El nucli actual, bastant disseminat, té els seus orígens en tres petits nuclis antics, Er de Dalt i Er de Baix, que tenen el punt de trobada en el Veïnat de l'Església, on hi ha les esglésies de Sant Genís i de Santa Maria, també denominada de la Mare de Déu. Entre tots els veïnats d'Er conserva un bon nombre dels noms antics de les cases: les Bepetes, Cal Bernat, Cal Fabra, Cal Garreta, Cal Giralt, Cal Lledós, Cal Martret, Cal Munet, Cal Notari, Cal Príncep i Cal Rotllan, moltes de les quals donen nom al carrer on es troben.

#### Er de Dalt
Situat al sud-est del nucli urbà actual, al voltant dels 1.375 m alt, té la major part dels carrers coneguts amb els noms de les seves cases tradicionals, inclosos el carrer de l'Escola Vella i el Carreró.

#### Er de Baix
Er de Dalt és al nord-oest del nucli de població, més a la vora de la riba dreta del Segre, i vers els 1.340 m alt, actualment acull la Casa del Comú, les oficines de Correus i altres locals municipals de caràcter públic.

#### El Veïnat de l'Església
A l'entorn de les esglésies de Sant Genís i de Santa Maria i el cementiri d'Er, es va generar un veïnat intermedi entre el de Dalt i el de Baix, que rep el nom popular de Veïnat de l'Iglesi.

### L'Estació d'Er - Puigmal
Dins del terme d'Er, en els vessants nord-occidental del Puigmal, es troba l'Estació d'esquí d'Er - Puigmal. Hi ha dos telecadires (el de Cotzé i el de les Planes) i sis telesquís (el de Duraneu, el de l'Artiga, el del Bac, el de l'Estaca, el de l'Inter i el de Prat de Tossa), a Cotzé hi ha un gran aparcament, alguns xalets i l'arrencada del Telecadira de Cotzé, que des dels 1.850 m alt transporta els viatgers fins als 2.220 del Serrat de l'Artiga; el darrer tram del telecadira està doblat. Més al sud-est hi ha els telesquís, que pugen des dels 2.200 fins als 2.500 m alt, i un altre, el Telesquí de Montserrat, des del Pas dels Lladres, a 2.505,8, fins als 2.661,3 del Tossal del Pas dels Lladres.

### Les construccions isolades del terme d'Er
A Er no hi ha masies fora del nucli de població, però sí que hi ha un bon nombre de construccions aïllades, com ara barraques: la Barraca, la desapareguda Barraca de Cotzé, la Barraca de Duraneu, la de la Jaça del Bac, la de la Jaça de les Planes, la de la Jaça del Solà, la del Camí de Núria, antigament de l'Auté, les tres barraques desaparegudes del Cordó Sanitari, la de les Fontanilles i la dels Clots de Duraneu. Hi ha també dos càmpings, l'anomenat la Ribereta i el que duu per nom Puigmal, així com l'àrea per a caravanes de les Closes i el Centre de Vacances del Cotzé. Prop del límit nord, del tot isolada, hi ha la Cooperativa de Cerdanya. També hi ha alguns cortals, un orri, la Gara (l'Estació d'Er), tres antics molins (de l'Arró, del Moreno i Molí Draper de l'Arró, tots ells noms antics, en desús). La Passarel·la del Refugi de les Planes i el Pont de les Cabres, amb els refugis Miquel Arís i el pastoral de les Cabres completen la llista de construccions d'Er fora del nucli de població.

### Hidrònims

#### Cursos d'aigua
El riu que vertebra tota la vall que conforma el terme comunal d'Er és la Ribera d'Er. Aquest curs d'aigua rep un munt de petits afluents que són la major part torrents de muntanya, entre els quals destaquen, de sud a nord, el Rec del Bac d'Aiguaneix, afluent per l'esquerra, el Rec de Coma Dolça, per la dreta, diversos recs sense nom, el Rec de la Mata, per la dreta, que hi aporta els Recs del Solà de la Mata, el Rec de Cotzé, per l'esquerra, el Rec dels Estellers, per la dreta, que duu l'aigua dels Recs de Fontfreda i del Rec del Bosquet, el Rec de Rigat Maià, per la dreta, el Rec de Vall Pouada, amb el Rec del Malpàs, per l'esquerra, el Torrent de Griells, per la dreta, el Rec de Vallosca i el Rec de Font Sabadella, tots dos per l'esquerra, el Torrent Negre, amb el Rec del Coll del Forn (els tres darrers, ja en el nucli d'Er), per la dreta, el Rec del Camí d'Espanya i el Rec dels Bacs, tots dos per l'esquerra i també ja en el poble d'Er. A l'extrem nord-est del terme hi ha el Rec del Pla d'Er, amb el seu afluent, el Rec dels Terragalls, que marxen cap al terme de Sallagosa per afluir directament en el Segre en aquell terme comunal.

#### Canals de drenatge i irrigació
A Er es pot trobar l'Agulla, canal de drenatge, el Rec del Molí, el Rec d'Er, aquest darrer amb resclosa pròpia.

### Orònims
Amb un relleu tan accidentat com el del terme d'Er, són nombrosos els topònims que reflecteixen formes de relleu o espais geogràfics definits. Així, s'hi poden trobar obagues, com el Bac (dos de diferents) i els Bacs; boscs, com el Bosc Comunal d'Er, o, simplement, Bosc d'Er, la Bosquerona i el Bosquet; clots, com els Clots de Duraneu; colls, com Coll de Forques, Coll de Lluç, Coll del Forn, Coll de Segalera, Collet dels Vaquers i el Pas dels Lladres; comes, com Coma Dolça; costes, com les Costes de la Devesa i les Costes dels Pradells; muntanyes, com el Pic de Duraneu, o de Credells, el Puig de Coma Dolça, el Puig de la Serra de Sant Joan, el Puig o Pic de Segalera, antigament de la Caunieta, el Puig d'Estaques, el Puigmal d'Er, o, simplement, el Puigmal, el Puigmal de Llo, el Puig o Pic Petit de Segre, o Puigmal Petit de Segre, la Tossa del Pas dels Lladres, la Tossa d'Er; planes, com el Pla de Baix, el Pla d'Er i les Planes; roques singulars, com el Roc de Carbanet i el Roc d'Er; serres i serrats, com la Serra de l'Artiga, la Serra de la Tossa, la Serra de Sant Joan, el Serrat de les Corones i la Serreta, i solanes, com el Solà (dos de diferents) i els Solans.

### El terme comunal
Les partides i indrets específics del terme d'Er són l'Aguilló, l'Aiguaneix, els Aranets, la Call, abans els Calls, les Closes, o la Closa, les Corones, el Cortal, els Cortals de Rigat Maià, Cotzé, la Devesa, Estaques, Fontanet, les Fontanilles, el Forn, l'Horta de la Call, els Horts del Mariot, la Jaça de Cotzé, la Jaça de Duraneu, la Jaça del Bac, la Jaça de les Planes, la Jaça del Solà, la Jaça de Prat de Tossa, la Mata, el Malpàs, el Pont de les Cabres, el Pujol, la Ribereta, la Roca de Nyer, que és un senyal termenal, Segalera, els Terregalls, la Tossa, Vallosca i la Vall Pouada.

### Fites frontereres
Tot i tenir un tram significatiu de frontera, en el terme d'Er no hi ha cap fita fronterera.

## Transports i comunicacions

### Carreteres
Dues són les carreteres que travessen el terme d'Eina, a part de la carretera N - 116, que serveix de límit nord de la comuna. Aquesta carretera, Perpinyà - la Guingueta d'Ix, és la carretera que fa d'enllaç bàsic del Conflent i la Cerdanya. Passa ran de la riba dreta de la Tet, i permet arribar a Perpinyà en 118 quilòmetres.
A part, hi ha dues branques de la carretera D - 33: la D - 33a (N - 116, a Sallagosa - Er), que enllaça el poble amb la carretera N - 116, abans esmentada, i la D - 33b (N - 116, a Er - Er).

### Ferrocarril
Er té estació del Tren Groc, Vilafranca de Conflent - la Tor de Querol, l'Estació d'Er. És a prop del poble, al seu nord-oest. Cal destacar que per tal d'apropar-se a Er, el traçat de la via del tren fa un ample revolt cap al sud.

### Transport públic col·lectiu
Eina no té, directament, cap mitjà de transport públic directe, a part del TAD (Transport à la demande), però a través dels pobles veïns (la Cabanassa, Font-romeu, Bolquera, etc) compta amb la línia 260, que uneix Perpinyà amb la Cerdanya passant per Prada, fins on es directa des de la capital del Rosselló, Rià, Vilafranca de Conflent, Serdinyà, Oleta, Toès, Fontpedrosa, Fetges, Montlluís, Bolquera, Font-romeu, Èguet, Targasona, Angostrina, Vilanova de les Escaldes, Ur, Enveig, la Tor de Querol, la Cabanassa, Sallagosa, Er, Naüja, Oceja, la Guingueta d'Ix, Ur (fent un bucle a l'Alta Cerdanya), Enveig, la Tor de Querol, Porta i Portè. Aquesta línia circula de dilluns a dissabte amb quatre serveis diaris en direcció a la Cerdanya i cinc en direcció a Perpinyà, més un servei diari extra divendres i dissabte i tres serveis en cada direcció el diumenge.

### Els camins del terme
Els camins interiors del terme d'Er són el Camí de Cotzé, el de la Muntanya, el de la Ribereta, abans, Camí de la Vila, el Camí del Bosquet, el de la Call, el de les Corones, el de les Planes, el del Puigmal, el dels Aranets, el dels Terragalls, el de Vora Riu, la Ruta del Puigmal, la Ruta Forestal del Bosc d'Er i la Tira del Bosc. Els camins que uneixen Er amb els pobles i termes veïns són el Camí de Llívia, abans, Camí de Ro o d'Estavar, Camí dels Agullons, abans, Camí Vell de Sallagosa, el Camí del Tren Groc, el Camí Boueriu, o de Naüja, o de Santa Llocaia, el Camí de Núria, els dos camins de Vedrinyans (un des d'Er de Baix, l'altre des d'Er de Dalt, en part desaparegut), la Carrerada, la Ruta de Sallagosa, el Tren Groc i la Ruta 116.

## Activitats econòmiques
Les activitats econòmiques tradicionals d'Er estaven lligades als seus recursos naturals; un d'ells, l'explotació de la pedra, que havia donat sempre notables professionals de la pedra: els peirers (picapedrers i mestres d'obres) d'Er gaudien d'un gran prestigi que els duia a treballar a la Catalunya del Nord i a les comarques catalanes i occitanes de l'Alta Cerdanya. A part d'això, l'explotació dels boscs i dels prats ocupava molta part de la població d'Er. Més de dues-centes hectàrees es dediquen a prats i farratges, una seixantena a cereals, sobretot blat i sègol, i només unes quatre a hortalisses. Quasi dos-cents caps de bestiar oví, una trentena d'equí i també bestiar oví es troben a Er. Hi ha una cooperativa lletera, associada amb les de la Cabanassa i Prada, que pasteuritza quasi 100.000 litres de llet diaris procedents de tota la comarca.
En els darrers cinquanta anys s'ha desenvolupat força el sector turístic, d'hivern i d'estiu, tot i la fallida de l'estació d'esquí. L'existència de diversos càmpings a Er testimonien aquesta activitat, sobretot a l'estiu.

## Història

### Prehistòria
En el terme d'Er s'han trobat diverses restes, entre les quals destaquen destrals de pedra polida. Al Pont de les Cabres hi ha una roca amb grafits prehistòrics.

### Edats Mitjana i Moderna
La parrochia Ezzerre és esmentada ja a l'Acta de consagració de l'església de la Seu d'Urgell (atribuïda tradicionalment a principis del segle ix, però que recentment s'ha descobert que era del segle xi. En aquesta mateixa època se sap que el monestir de Santa Maria de Ripoll tenia possessions a Er, confirmades en una butlla del papa Sergi IV el 1011. Er era comprès dins del Vescomtat de Cerdanya, que passà als vescomtes de Castellbò i encara als comtes de Foix, sempre sota el vassallatge als comtes de Cerdanya, comtat que acabà en mans dels reis, tant Mallorca com de Catalunya i Aragó, segons les èpoques.
Just a finals de l'Edat Mitjana adquirí el senyoriu d'Er el burgès i cavaller puigcerdanenc Anton Mercader, qui el cedí al seu nebot Joan Porcell i Mercader, qui, a la seva mort sense descendència, cedí aquesta senyoria a la comunitat de preveres de Santa Maria de Puigcerdà, que en conservà el títol fins a la Revolució Francesa, tot i el pas al Regne de França d'Er, pel Tractat dels Pirineus.

## Demografia

### Demografia antiga
La població està expressada en nombre de focs (f) o d'habitants (h)
| 35 f | 27 f | 17 f | 58 f | 84 f | 524 h | 130 f | 636 h | 150 f |

(Fonts: Pélissier, 1986.)

### Demografia contemporània
| Evolució de la població |      |      |      |      |      |      |      |      |
| 1793                    | 1800 | 1806 | 1821 | 1831 | 1836 | 1841 | 1846 | 1851 |
| 600                     | 592  | 672  | 665  | 534  | 736  | 714  | 737  | 801  |

| 1856 | 1861 | 1866 | 1872 | 1876 | 1881 | 1886 | 1891 | 1896 |
| ---- | ---- | ---- | ---- | ---- | ---- | ---- | ---- | ---- |
| 728  | 767  | 738  | 685  | 689  | 672  | 640  | 610  | 547  |

| 1901 | 1906 | 1911 | 1921 | 1926 | 1931 | 1936 | 1946 | 1954 |
| ---- | ---- | ---- | ---- | ---- | ---- | ---- | ---- | ---- |
| 514  | 501  | 441  | 392  | 362  | 323  | 310  | 318  | 302  |

| 1962 | 1968 | 1975 | 1982 | 1990 | 1999 | 2006 | 2011 | 2016 |
| ---- | ---- | ---- | ---- | ---- | ---- | ---- | ---- | ---- |
| 267  | 352  | 370  | 408  | 398  | 551  | 613  | 625  | 675  |

Fonts: Ldh/EHESS/Cassini fins al 1999, després INSEE a partir deL 2004

### Evolució de la població

Població 1962-2008

## Administració i política

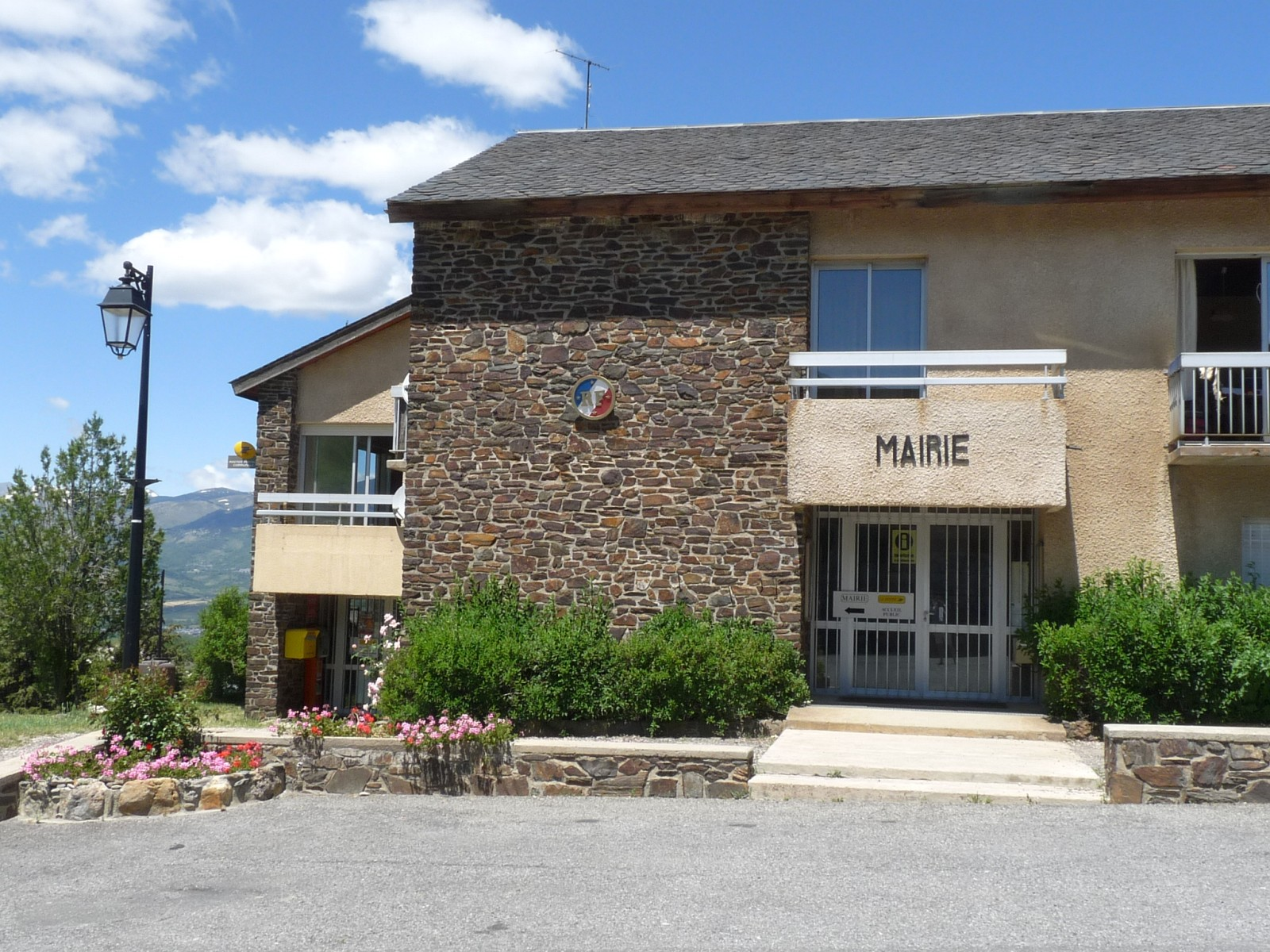
La Casa del Comú d'Er

### Batlles
| Alcalde                 | Període              |
| ----------------------- | -------------------- |
| Sauveur Girvés          | 1790 - 1792          |
| Jean Altéza             | 1792 - 1794          |
| François Vilar          | 1794 - 1794          |
| François Colomer        | 1794 - 1796          |
| Sauveur Girvés Torb     | 1796 - 1802          |
| François Colomer Giralt | 1802 - 1816          |
| Llorenç Vigo Moreno     | 1816 - 1824          |
| Bonaventura Vigo Moreno | 1824 - 1830          |
| Sauveur Colomer         | 1830 - 1830          |
| Joseph Auté             | 1830 - 1833          |
| François Aymar Putxó    | 1833 - 1835          |
| Abdon Girvés            | 1835 - 1838          |
| Bonaventura Vigo        | 1838 - 1848          |
| Sauveur Girvés          | 1848 - 1852          |
| Bonaventura Vigo        | 1852 - 1860          |
| François Girvés         | 1860 - 1867          |
| Joseph Coll             | 1867 - 1870          |
| Pierre Arró             | 1870 - 1874          |
| Étienne Auté            | 1874 - 1876          |
| François Garreté        | 1876 - 1877          |
| Joseph Durand (fill)    | 1877 - 1878          |
| François Garreté        | 1878 - 1888          |
| Georges Llédos          | 1888 - 1889          |
| Pierre Autet            | 1889 - 1920          |
| Joseph Autet            | 1920 - 1929          |
| Barthélemy Llédos       | 1929 - 1951          |
| Bonaventure Auté        | 1951 - 1953          |
| Sauveur Farré           | 1953 - 1971          |
| Gaudérique Malet        | 1971 - 1974          |
| André Llédos            | 1974 - 1977          |
| Jacques Noëll           | 1977 - 1983          |
| Raymond Pouget          | 1983 - Moment actual |

### Legislatura 2014 - 2020

#### Batlle
- Raymond Pouget, batlle.

#### Adjunts al batlle[12]
- 1r: Isidore Peyrato
- 2n: André Colomer
- 3r: Stéphane Tubau.

#### Consellers municipals
- Jérôme Boudon
- Christophe Escach
- Daniel Estragues
- Joseph Imbern
- Michel Magnan
- Virginie Martin
- Pascal Naudeillo
- Isabelle Orozco
- Eliane Ribot
- Céline Saison
- Bernard Tarizzo.

### Adscripció cantonal
Des de les eleccions cantonals del 2015, Er forma part del Cantó dels Pirineus Catalans.

### Serveis comunals mancomunats
Er pertany a la Comunitat de comunes Pirineus Cerdanya, amb capitalitat a Sallagosa, juntament amb Angostrina i Vilanova de les Escaldes, Dorres, Enveig, Èguet, Estavar, la Guingueta d'Ix, Llo, Naüja, Oceja, Palau de Cerdanya, Porta, Portè, Sallagosa, Santa Llocaia, Targasona, La Tor de Querol, Ur i Vallcebollera.

## Ensenyament i Cultura
El poble d'Er té escola elemental pública, amb els nivells de maternal i primària, i, a més, els nens del poble poden assistir també a les escoles equivalents de Sallagosa. Els estudis de secundària es poden cursar als col·legis de Font-romeu, Odelló i Vià, col·legi El Bosc, la Guingueta d'Ix, col·legi Cerdanya o Oceja, col·legi La Perla Cerdana, tots tres públics. Per al batxillerat, els liceus de referència són La Perla Cerdana, d'Oceja, que també té secció de batxillerat, el Liceu Climàtic i Esportiu Pierre de Coubertin, de Font-romeu i el Liceu Professional Agrícola El Mas Blanc.

## Llocs d'interès
- Mare de Déu d'Er, església romànica del segle xii, classificada com a monument històric
- Sant Genís d'Er, església parroquial
- El Puigmal

## Persones il·lustres
- Bonaventura Cotxet (1791-1879), religiós i escriptor